# Kąt drogi nad dnem
Kąt drogi nad dnem - kąt zawarty pomiędzy linią południka geograficznego a linią rzeczywistego kierunku ruchu statku wynikłego skutkiem oddziaływania wiatru (dryf) i prądów (znos). Inaczej: kierunek ruchu statku względem dna morskiego.
- KK+cp=KR
- KR+pw=KDW
- KDW+pz=KDD

- KK+cp+pw+pz=KDD

gdzie:
- KK - kurs kompasowy
- cp - całkowita poprawka, deklinacja magnetyczna, dewiacja kompasu
- KR - kurs rzeczywisty
- pw - poprawka na wiatr, zob. dryf
- KDW- kąt drogi po wodzie
- pz - poprawka na prąd, zob. znos
- KDD- kąt drogi nad dnem